# Carmen Jordá
Carmen Jordá Buades (født 28. maj 1988 i Alcoy) er en spansk racerkører. I 2016-sæsonen er hun ansat som udviklingskører for Formel 1-teamet Renault F1.

## Historie
Jordá blev født i 1988 i byen Alcoy, beliggende i den autonome region Valencia, i det østlige Spanien.
Hun debuterede i 2012 i GP3-serien. Her kørte hun 44 løb over tre sæsoner, uden at få ét eneste point, med en samlet 28. plads som bedste placering.
Den 6. februar 2015 blev hun ansat som udviklingskører hos Formel 1-teamet Lotus F1. Da Renault F1 fra 2016-sæsonen overtog Lotus-teamet, valgte de at beholde Carmen Jordá som udviklingskører, ligesom hun skulle deltage i en mindre løbsserie i en Renault-bil.